# قلعة السراغنة
قلعة السراغنة هي مدينة مغربية تقع شمال مدينة مراكش وتبعد عنها بـ 84 كم. بلغ عدد سكانها 93.927 نسمة حسب إحصاء سنة 2014. هي عاصمة إقليم قلعة السراغنة.
تعد المدينة مقراً لمجموعة من القبائل العربية الوافدة عبر هجرات متتالية منذ القرن الثاني عشر، آخرها هجرة القبائل الصحراوية العربية نحو سهول الحوز والشاوية بحثا عن كلأ للمواشي التي تعتاش منها هذه القبائل، واستقرار قبائل السراغنة بسهل الحوز المذكور.[بحاجة لمصدر] تأسست عمالة إقليم قلعة السراغنة بتاريخ 13 أغسطس 1973 وذلك في إطار تقريب الإدارة من المواطنين. وينتمي هذا الإقليم إلى جهة مراكش آسفي تحده ولاية مراكش وأقاليم سطات، أزيلال، بني ملال والرحامنة. وارتباطه بطرق رئيسية جعله صلة وصل بين شمال المملكة وجنوبها. وبين شرقها وغربها. وتغطي مساحة الإقليم 10.070 كلم مربع. تتكون من أراضي سهلية شاسعة تربتها خصبة. يسودها مناخ شبه جاف. وتخترقها عدة أنهار وقنوات كبرى للسقي ساعدت على وفرة المراعي وازدهار الفلاحة وخصوصا أشجار الزيتون حيت تنتج أكثر من 300000 طن سنويا ويصنف زيت زيتون الواد الأخضر من بين أفضل زيوت الزيتون وطنيا. كما يزخر باطنها بالمياه الجوفية والمعادن الصناعية وعلى رأسها الفوسفات.

## أصل التسمية
في اللغة العربية نجد فعل سرغ بمعنى أكل الشيء عن آخره والسرغ هو قضيب الكرم وفي اللغة الأمازيغية نجد أن سرغ بمعنى أضرم أو أشعل النار و أسرغان هو الذي يشعل النار، و كلمة السراغنة جمع معرب لأسرغان، وهناك احتمال أن اسم السراغنة هو مشتق من عشبة عطرية كانت تكتر هناك وما زالت وهي تسرغينت التي تباع عند بائعي الأعشاب الطبية وهناك أقوال للمؤرخين تذكر بأن السراغنة هم شرفاء وينتمون إلى أصل ، حيث أن التسلسل في النسب يصل إلى فاطمة الزهراء بنت النبي محمد صل الله عليه وسلم وزوجة علي بن أبي طالب.
ويذكر أن جد السراغنة هو رجل يسمى سرغين وأتى هذا الرجل من الحجاز ثم مرّ على القيروان وأتى على فاس وتزوّج بامرأة تسمى السويس من القبيلة العربية بني مخزوم وأنجب منها أربعة أبناء الذين تناسل منهم السراغنة.
يمتد جذور السراغنة إلى منطقة سكورة الأمازيغية حيث هم المستقرون الأوائل بها في تاريخها الأمازيغي ولكن هناك مستقرون آخرون كانوا قبل ذلك مثلما أشار غلاي دي ميشو بيلير صاحب كتاب مدن المغرب الذي جعل هذه المنطقة ضمن منطقة تامسنا التي كانت تمتد على السهول الأطلسية، ولعله أرجع هذا الاسم السراغنة إلى هذه القبيلة زكرنس أو صنهاجة والعناصر العربية التي استقرت هنالك ترجع إلى الفترة الموحدية في إطار الهجرات الهلالية في القرنين 12 و13 الميلادي ويذكر ديلور في كتابه محاولة في تاريخ المجون للسراغنة لسنة 1928 وهو كان مراقبا مدنيا في قلعة السراغنة وأحد قضاة السراغنة بمراكش أنه قرأ في إحدى مكتبات السلطان المولى عبد الحفيظ بأن السراغنة استقروا حيث هم في العصر الموحدي وأنهم استقروا في هذه المنطقة وهم ينقسمون إلى حواوصة وإلى ساورة كفريقين عرقيين كبيرين إضافة غلى فريق أولاد سيدي رحال الذين يستقرون غرب المنطقة. وتتكوّن قبيلة السراغنة من ثلات مناطق كبرى هي فريق أولاد سيدي رحال الذين جدهم دفين زمران سيدي رحال البودالي الكوش 1480م - 1543م حيت استقروا في المنطقة الغربية أو ما يسمى بالجبيل أو الفقرا وما تناسل من سيدي رحال من أولاد وأحفاد كتيرين، وتاريخ السراغنة الحديث أي القرن 16 17 18 أما التاريخ المعاصر فهو يشمل القرن 19 وإلى يومنا هذا أن السراغنة كانوا تابعين لدكالة وكتير من الفرق السكانية بالسراغنة موجودة أيضا بدكالة مما يجعل بأن المرجح بأن السكان كانوا متشابهين بين هاتين المنطقتين، والتاريخ الحديث يجعل بأن السراغنة أصبحوا قيادة مستقلة في عهد القائد محمد الصغير السرغيني من العرارشة في مدينة قلعة السراغنة وفي عهد السلطان محمد بن عبد الله.

## المدارس والجامعات
- ثانوية تساوت للتعليم الثانوي
- ثانوية مولاي إسماعيل
- ثانوية نخبة عبلة
- ثانوية الإمام علي
- ثانوية المغرب العربي
- ثانوية القدس
- ثانوية النخيل البشرى
- المعهد المتعدد الإختصاصات
- جامعة القاضي عياض
- ثانوية البهجة
- ثانوية المربوح الإعدادية

## الفرق الرياضية
- الوداد السرغيني لكرة اليد بالفرنسية Wydad Athlétique Serghini d'El Kalaa (handball)
- الوداد السرغيني لرياضة الرغبي WASK rugby
- النادي البلدي لكرة القدم
- الوداد السرغيني (كرة القدم)بالفرنسية Wydad Serghini (football)
- الوداد السرغيني لألعاب القوى WASK athlétisme
- الوداد السرغيني لكرة السلة WASK basketball
- الوداد السرغيني للكرة الطائرة WASK volleyball
- نادي الفتح الرياضي السرغيني لكرة القدم المصغرة
- الوداد السرغيني للبادمنتون ( الريشة ) WASK Badminton

## التضاريس

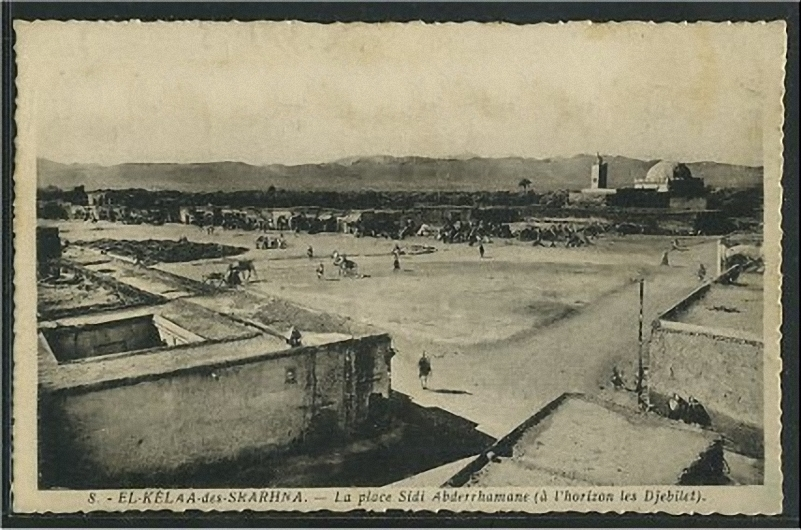
ساحة سيدي عبد الرحمن قلعة السراغنة سنة 1905 (المارشي حاليا)

بلاد السراغنة في عمومها عبارة عن سهل منخفض مع بعض التضاريس الطفيفة، وهي تقع ضمن سهول المغرب الداخلية تصل مساحته إلى 3360 كلم مربع، متوسط ارتفاعها عن سطح البحر يتراوح بين 400 و500 متر.
بالإضافة إلى أن السراغنة تضم وحدات تضاريسية تسمى الجبيلات، يمكن القول عنها أنها عبارة عن جبال بفعل النحت صارت صغيرة.
تحتوي القلعة أيضا على كل من الواد الأخضر وتساوت بالإضافة إلى واد أم الربيع بالحدود مع البروج سطات.

## المناخ
مناخ السراغنة في عموما قاري، تكون في فصل الشتاء درجات الحرارة منخفضة، نظرا لعامل الثلوج القريبة التي تغطي قمم الأطلس، وفي الصيف ترتفع درجات الحرارة مع فترات صعبة تهب فيها رياح الشركي، مما يجعل درجات ترتفع ما فوق 45° في الظل.
بالنسبة لتساقط الأمطار فهي قليلة لا تتجاوز 250 ملمتر.

## الوديان والأنهار
تحتوي قلعة السراغنة على نهرين كبيرين يخترقان المنطقة، وهما: وادي الأخضر ووادي تساوت، بالإضافة إلى نهر أم الربيع الذي يمر محاذيا للإقليم مع إقليم سطات.
1. وادي تساوت: ينحدر من جبال الأطلس الكبير، يبدأ منبعه من قرب جبل تاركديت ومصبه في نهر أم الربيع بالسراغنة قرب حدودها مع إقليم سطات.
2. الوادي الأخضر: يشكل أحد روافد وادي تساوت
3. نهر أم الربيع: نهر غزير ومنتظم نسبيا لكنه يقع في حدود قلعة السراغنة مع إقليم سطات ويصب في حوض سد المسيرة الذي يقع بجوار كل من دوّار سيدي على بن النويتي ودوّار ولاد بن الفقيه.
4. بالإضافة إلى وديان أخرى، مثل: واد كاينو، واد امهاصر.

### استشهادات
1. 1 2 3  المندوبية السامية للتخطيط (المحرر)، الإحصاء العام للسكان والسكنى لسنة 2014، QID:Q19599909
2. ↑   http://rgph2014.hcp.ma/file/166326/. {{استشهاد ويب}}: |url= بحاجة لعنوان (مساعدة) والوسيط |title= غير موجود أو فارغ (من ويكي بيانات) (مساعدة)
3. ↑  GeoNames (بالإنجليزية), 2005, QID:Q830106
4. ↑  "RGPH 2014". rgphentableaux.hcp.ma. مؤرشف من الأصل في 2018-12-08. اطلع عليه بتاريخ 2017-02-11.
5. ↑  الحسن،، شوقي، (2006). تاريخ قبيلة السراغنة. الحسن شوقي،. ISBN:978-9954-8686-0-7. مؤرشف من الأصل في 2023-07-27.

### ببليوغرافيا
- كتاب تاريخ السراغنة للدكتور حسن شوقي